# Ahmed Zewail
Ahmed Hassan Zewail (født 26. februar 1946, død 2. august 2016) var en egyptisk-amerikansk videnskabsmand, der er kendt som "far til femtokemi". I 1999 modtog han nobelprisen i kemi for sit arbejde med femtokemi, og han blev dermed den første egypter, der modtog en nobelpris for et videnskabeligt arbejde. Han var Linus Pauling Chair Professor of Chemistry, Professor of Physics og direktør på Physical Biology Center for Ultrafast Science and Technology på California Institute of Technology.